# Série noire pour un canard
Série noire pour un canard (The Super Snooper) est un cartoon, réalisé par Robert McKimson et sorti en 1952, qui met en scène Daffy Duck.